# Jilles Beijen
Jilles Beijen (Bodegraven, 25 augustus 1879 - Leidschendam, 30 mei 1954) was kaashandelaar in Bodegraven. Zijn grote betekenis lag echter in het grote aantal bestuursfuncties dat hij in Bodegraven en daarbuiten heeft bekleed.

## Boerenzoon en kaashandelaar
Jilles Beijen behoorde tot de IJsselsteinse familie Beijen. Hij was een zoon van de Bodegraafse boer Jan Thomas (Jilleszoon) Beijen en Aaltje Verburg. Hij had een zusje dat jong overleed en een jongere broer Arie Beijen, die geboren werd in 1882.

In tegenstelling tot hun vader en veel andere familieleden werden de twee broers geen boer. Zij richtten in 1900, toen ze nog maar 21 en 18 jaar oud waren, de kaashandel Gebroeders Beijen op. Dat paste goed in de plaatselijke situatie: de handel in boerenkaas was in Bodegraven een bloeiende bedrijfstak en de Bodegraafse kaasmarkt was de grootste van het land. De handelaren verkochten de kaas na opslag en rijping niet alleen in het binnenland, maar ook aan buitenlandse afnemers.

## De Vereniging van Kaashandelaren
In 1906 werd de "Vereeniging van Kaashandelaren te Bodegraven en Omstreken" opgericht. Jilles Beijen was al spoedig een van de meest vooraanstaande leden. Na enkele jaren werd hij bestuurslid, in 1923 werd hij tweede voorzitter en vanaf 1927 was hij voorzitter. Hij nam veel initiatieven. In 1931 organiseerde hij een beursdag in Bodegraven waarbij allerlei betrokkenen bij de boerenkaas zich manifesteerden, en hij kreeg ook voor elkaar dat koningin Wilhelmina en prinses Juliana zich in Bodegraven op de hoogte kwamen stellen van de kaasfabricage en de kaashandel. In het kader van de Nederlandse Vereniging van Kaashandelaren overlegde hij met de regering over de wettelijke eisen die aan kaas moesten worden gesteld, en in de crisisjaren zocht hij mee naar een oplossing voor de deviezenproblemen, die de export van kaas naar Duitsland in de weg stonden. In 1939 ging hij zelfs naar Amerika, waarschijnlijk om nieuwe exportmogelijkheden te verkennen. 
Aan het eind jaren van de dertig stopten Jilles en Arie Beijen met de kaashandel. In september 1940 kondigde Jilles zijn afscheid als voorzitter aan. Hij vond dat iemand die zelf handelaar was het roer moest overnemen. Als afscheidsgeschenk aan de leden van de vereniging stelde hij een gedenkboek samen over de kaashandel in Bodegraven van 1880 tot 1940.

## Andere activiteiten
Ook in ander verband was Jilles Beijen actief. Een niet uitputtend overzicht:
- In 1919 werd hij lid van de gemeenteraad van Bodegraven. Hij behoorde niet tot een van de confessionele partijen die daar sterk in de meerderheid waren, maar had zich aangesloten bij een plaatselijke groepering die bekendstond als Gemeentebelang of "de vrije lijst". Hij bleef gemeenteraadslid tot eind 1941, toen de Duitsers alle gemeenteraden afschaften.
- In 1924 en 1925 werd hij twee keer tot tijdelijk wethouder gekozen ter vervanging van iemand die langdurig ziek was.
- Op bovenlokaal niveau was hij actief in de Liberale Staatspartij de Vrijheidsbond, een van de voorgangers van de VVD. Gedurende meer dan 30 jaar was hij secretaris van de statenkieskring Gouda en de rijkskieskring Leiden van de Vrijheidsbond. Hij was diverse keren kandidaat voor de Provinciale Staten van Zuid-Holland.
- Na conflicten met de behoudende kerkenraad van de Hervormde Kerk in Bodegraven gaf hij in 1930 de stoot tot de oprichting van een afdeling Bodegraven van de Vereniging van vrijzinnige hervormden. Zelf werd hij secretaris van de afdeling.
- Hij was oprichter van de Bodegraafse afdeling van de vereniging Volksonderwijs (een vereniging ter bevordering van het van openbaar onderwijs) en later lid van het landelijk bestuur van die vereniging.
- Hij was bestuurslid van de in 1919 opgerichte neutrale HBS in Woerden, het tegenwoordige Minkema College.
- In 1916 was hij een van de oprichters en eerste bestuursleden van de Stichting Woningbouw Bodegraven en Omstreken. In 1920 werd hij secretaris van die stichting, en hij bleef dat tot 1943. De stichting is via het Gemeentelijk Woningbedrijf van Bodegraven uiteindelijk opgegaan in het huidige Mozaïek Wonen uit Gouda.
- Al op jonge leeftijd was hij 'werkend lid' van de Bodegraafse rederijkerskamer H.K. Poot. Vooral tussen 1910 en 1920 speelde hij talloze malen een belangrijke rol in toneelstukken die door de rederijkerskamer werden opgevoerd. Daarnaast was hij bestuurslid en bibliothecaris van de rederijkerskamer.
- Later stimuleerde hij de oprichting van een bond van rederijkerskamers, waarvan hij zelf secretaris werd.
- In 1913 was hij medeoprichter van de nog steeds bestaande gemengde zangvereniging Zanglust. Vanaf de oprichting tot 1935 was hij voorzitter van die vereniging.
- Hij was jarenlang voorzitter van de muziekvereniging Crescendo. Na zijn aftreden werd hij benoemd tot erevoorzitter.
- In 1920 was hij medeoprichter van de voetbalvereniging Bodegraven. Vervolgens was hij bijna 20 jaar voorzitter van de club.
- Hij was ook jarenlang voorzitter van de Goudsche Voetbalbond, een regionale afdeling van de Nederlandse Voetbalbond.
- In de jaren dertig droeg hij eraan bij dat Bodegraven een echt zwembad kreeg ter vervanging van een primitieve zwemgelegenheid in de Oude Rijn. Hij was daarna bestuurslid van de Stichting Zwembad Bodegraven.
- Hij was vele jaren, van 1916 tot 1947, lid van de herensociëteit Concordia. Voor zover bekend was hij maar één jaar bestuurslid, maar hij was wel zo belangrijk geweest dat hij bij zijn afscheid tot erelid werd benoemd.
- Verder was hij onder andere nog lid van de Kamer van Koophandel, bestuurslid van het plaatselijke departement van de Maatschappij tot Nut van 't Algemeen en penningmeester van de Nutsspaarbank.

Bij het overlijden van Jilles Beijen werd vermeld dat hij zijn krachten had gewijd aan in totaal 29 verenigingen.

## Ten slotte
Jilles Beijen bleef ongetrouwd. Zijn broer Arie trouwde wel, maar had geen kinderen. De twee broers woonden in een symmetrisch huis aan de Zuidzijde in Bodegraven: Jilles aan de ene kant van de gang, Arie en zijn vrouw aan de andere. 
Op latere leeftijd werd Jilles Beijen opgenomen in een verpleeginrichting in Leidschendam. Hij overleed daar in 1954 op 74-jarige leeftijd. 